# Uspenivka, Huleaipole
Uspenivka (în ucraineană Успенівка) este localitatea de reședință a comunei Uspenivka din raionul Huleaipole, regiunea Zaporijjea, Ucraina.

## Demografie
Componența lingvistică a localității Uspenivka
     Ucraineană (96,2%)
     Rusă (2,95%)
     Alte limbi (0,42%)
Conform recensământului din 2001, majoritatea populației localității Uspenivka era vorbitoare de ucraineană (96,2%), existând în minoritate și vorbitori de rusă (2,95%).